# Carelia de Nord
Carelia de Nord (finlandeză Pohjois-Karjalan maakunta, suedeză Norra Karelens landskap) este una dintre cele 20 regiuni ale Finlandei. Capitala sa este orașul Joensuu. Este una dintre cele 2 regiuni ale Careliei Finlandeze, partea ce aparține Finlandei din regiunea Carelia.

## Comune
Carelia de Nord are în componență 16 comune:
| - Eno - Ilomantsi - Joensuu - Juuka - Kesälahti - Kitee - Kontiolahti - Lieksa | - Liperi - Nurmes - Outokumpu - Polvijärvi - Pyhäselkä - Rääkkylä - Tohmajärvi - Valtimo |

1. ↑   (PDF) https://www.maanmittauslaitos.fi/sites/maanmittauslaitos.fi/files/attachments/2021/01/Vuoden_2021_pinta-alatilasto_kunnat_maakunnat.pdf Lipsește sau este vid: |title= (ajutor)